# Provincia di Requena
La provincia di Requena è una provincia del Perù, situata nella regione di Loreto. Fu creata con la legge n. 9815 il 2 luglio 1943 dal presidente Manuel Prado Ugarteche.

## Capoluogo e data di fondazione
Il capoluogo di provincia è la città di  Requena, fondata il 23 agosto del 1907.

## Confini
Confina a nord con la provincia di Maynas, ad est con la provincia di Mariscal Ramón Castilla e il Brasile, a sud con la provincia di Ucayali e ad ovest con la provincia di Loreto.

## Geografia antropica

### Suddivisioni amministrative
La provincia è suddivisa in undici distretti:
- Alto Tapiche
- Capelo
- Emilio San Martín
- Jenaro Herrera
- Maquía
- Puinahua
- Requena
- Saquena
- Soplin
- Tapiche
- Yaquerana